# زبان ترکی عثمانی
زبان ترکی عُثمانی یا زبان عثمانی (به ترکی عثمانی: لِسان عثمانی) زبان رایج و غالب در امپراتوری عثمانی بود. این زبان شمار فراوانی وام‌واژهٔ عربی و فارسی داشت و با الفبای عربی نوشته می‌شد. در دوران اقتدار امپراتوری عثمانی (سدهٔ ۱۶ام میلادی)، شمارهٔ واژگان بیگانه در ادبیات ترکی از واژه‌های بومیِ ترکی بسیار افزون‌تر بود، تا آنجا که میزان واژه‌های فارسی و عربی در برخی از نوشته‌ها تا ۸۸ درصد نیز می‌رسید.
سرانجام ترکی عثمانی به شکل هنگفتی از زبان طبقهٔ پایین و قشر کم‌سوادتَر و روستاییِ جامعه که به ترکی عامیانه صحبت می‌کردند، فاصله گرفت؛ تا اندازه‌ای که ترکی عثمانی برای این گروه از جامعه نامفهوم و غامض و گُنگ می‌نمود. ترکی عامیانه که پایه و اساس ترکی نوینِ امروزی است، به مراتب واژه‌های بیگانهٔ کمتری را در خود جای داده بود.

## نمونهٔ متن

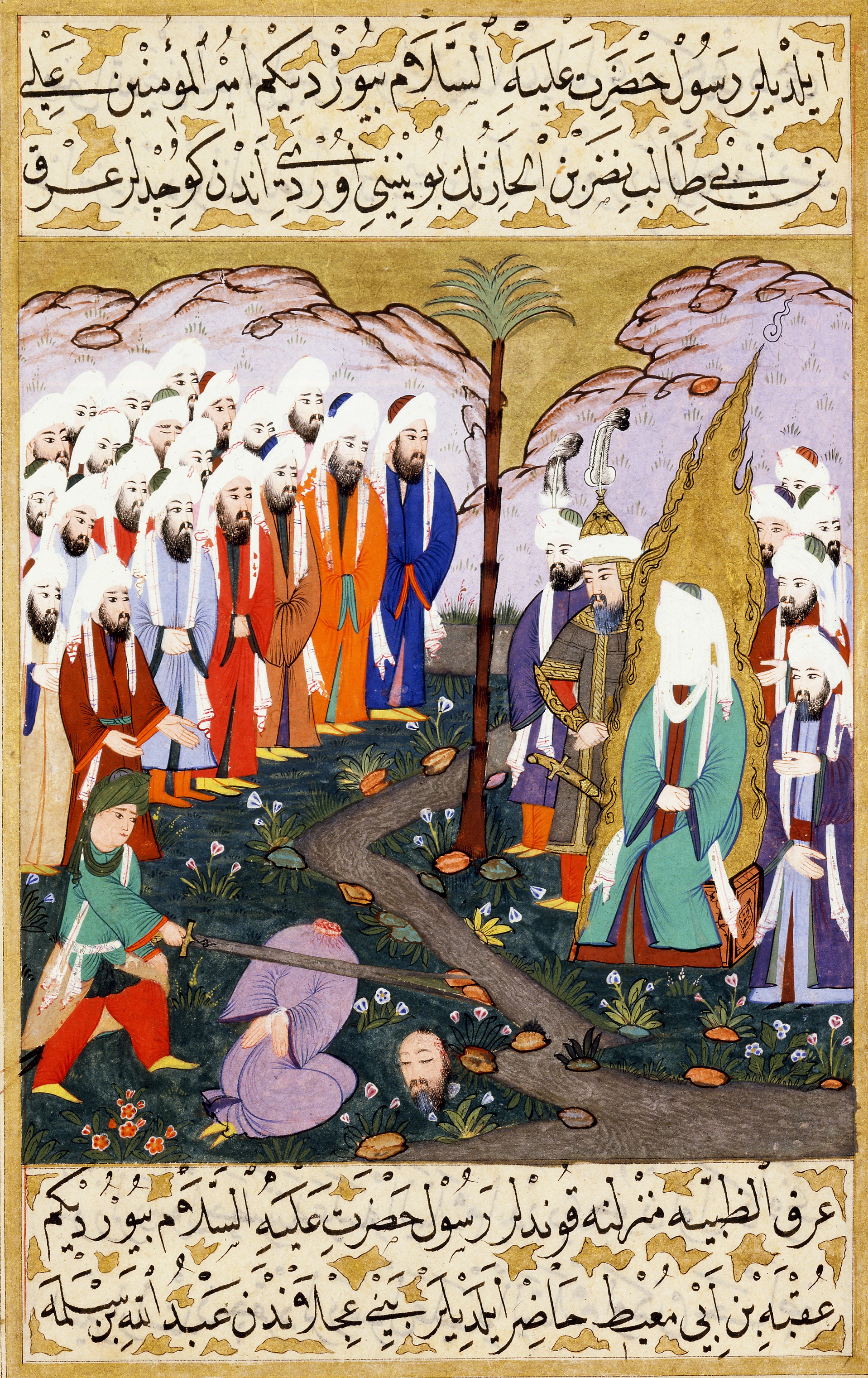
یک نگارگری حاوی متنی به زبان ترکی عثمانی که صحنۀ قتل نضربن حارث توسط علی‌بن ابی‌طالب را به تصویر کشیده است.

شعری از کتاب وَحدَت‌نامه نوشتهٔ اسحاق خواجه:
| پرتوانداز نور پیشانی      |  | یوق عجب دینسه یوسف ثانی  |
| جان و دل داده حسننه نسوان |  | عشق و سوزی ایله زلیخاسان |
| سایه‌آسا فتادهٔ راهی        |  | ذره‌دن چوق ایدی هواخواهی  |

شعری از کتاب عثمانلی شاعرلری نوشته معلم ناجی:
ای کمان ابروسنه پیوسته قربان اولدیغم
زلف شوریده‌ک غمندندر پریشان اولدیغم

### مقایسهٔ واژگان
فهرست واژگان جایگزین‌شدهٔ در ترکی به صدها واژه می‌رسد که برخی از آنها در جدولِ زیر آورده شده است:
| فارسی | عثمانی      | ترکی استانبولی |
| ----- | ----------- | -------------- |
| واجب  | واجب vâcib  | zorunlu        |
| دشوار | مشکل müşkül | güçlük, zorluk |
| شهر   | شهر şehir   | kent/şehir     |
| سیاه  | سیاهsiyah   | kara           |

## دستور زبان

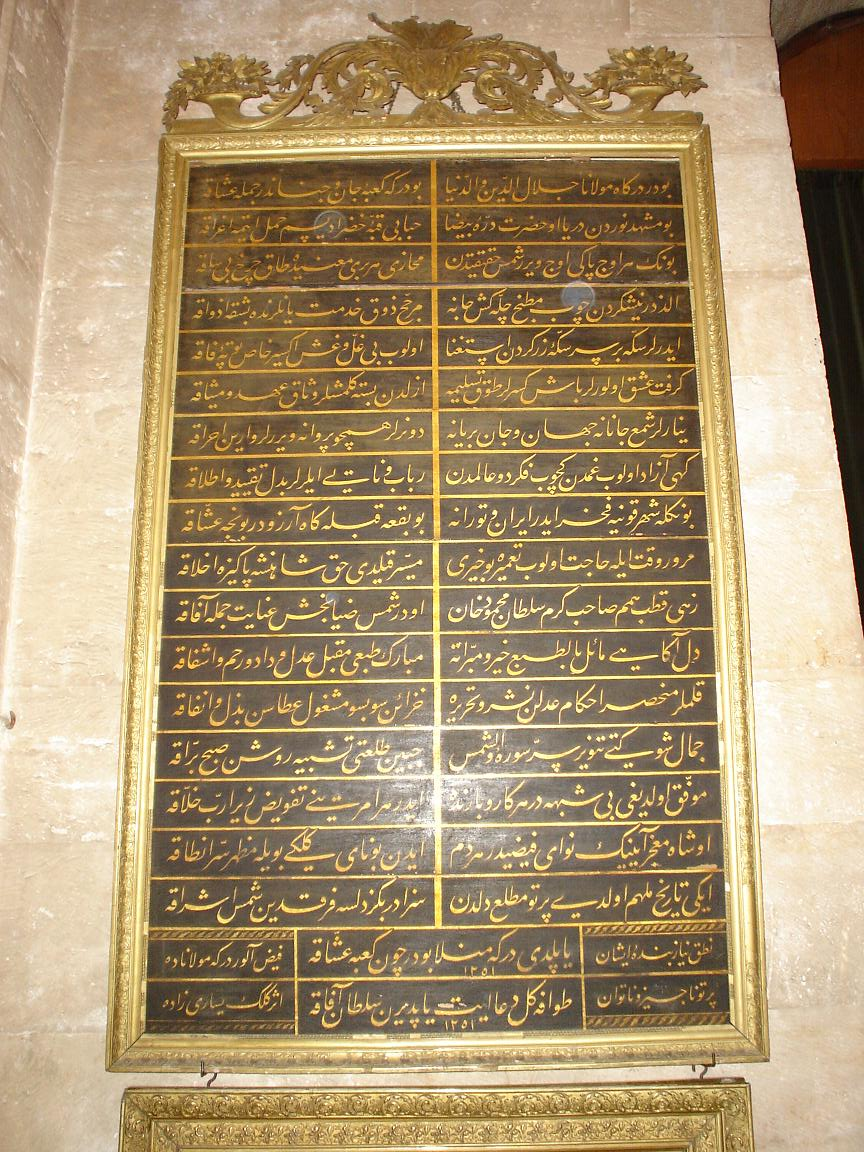
شعری دربارهٔ مولانا به ترکی عثمانی

### حالت‌ها
- حالت نهادی و راییِ ناشناس (مفعولیِ نکره): Ø، بدون پسوند.

مثال: «گول» göl = دریاچه، دریاچه‌ای
«چوربا» çorba = شوربا
«گیجه» gice = شب
«طاوشان گترمش» tavşan getirmiş = او خرگوشی آورد.
- حالت اضافه: پسوند «ڭ/نڭ‎». این پسوند به مضافٌ‌الیه افزوده می‌شد. برای واژه‌های مختوم به همخوان از «ڭ» (برای نمونه: کتابڭ) و برای واژه‌های مختوم به واکه از «نڭ» (برای نمونه: پاشانڭ) استفاده می‌شد.

«پاشانڭ کتابی» Paşanın kitabı = کتابِ پاشا
«کتابڭ جلدی» kitabın cildi = جلدِ کتاب
- حالت راییِ شناس (مفعولیِ معرفه): پسوند «ی» به مفعولِ معرفه افزوده می‌شد.

مثال: «طاوشانی گترمش» tavşanı getürmiş = او خرگوش را آورد.
واکه‌های u و ü برخلاف ترکی نوین در خط عثمانی تمیز داده نمی‌شدند.
- حالت مکانی (اَندَری): پسوند «ده» de/-da-

مثال:
«مکتبده» mektebde = در مدرسه
«قفصده» kafesde = در قفس
«باشده» başda = در آغاز
«شهرده» şehirde = در شهر
- حالت بایی: پس‌اضافهٔ «ایله» ile[۷]

### فعل‌ها
صرف زمان گذشته به شرح زیر است:
| شخص | مفرد   | جمع      |
| --- | ------ | -------- |
| ۱   | -irim  | -iriz    |
| ۲   | -irsiŋ | -irsiŋiz |
| ۳   | -ir    | -irler   |